# 天全膜叶铁角蕨
天全膜叶铁角蕨（学名：Hymenasplenium szechuanense）也称天全铁角蕨，为铁角蕨科膜叶铁角蕨属下的一个种。